# Nekopara
Nekopara (ネコぱら) est une série de visual novel pour adulte développé par Neko Works et publié par Sekai Project. Le premier jeu de la série, Nekopara vol. 1, est sorti le 29 décembre 2014. L'univers de la série prend place dans un monde où les humains vivent aux côtés de filles-chat, appelé « Neko », ces dernières pouvant servir d'animal domestique.

## Système de jeu
Nekopara est une série de visual novel, la majorité du gameplay consiste donc à lire les dialogues des personnages et suivre l'histoire du jeu. Nekopara n'offre à aucun moment au joueur la possibilité de faire des choix et il n'a donc aucune influence sur l'histoire. Les voix du jeu sont toutes entièrement doublées (en japonais) à l'exception de celle du héros principal. Le jeu utilise un système appelé « E-mote » qui permet aux personnages d'être animés, remplaçant les sprites statiques. Nekopara vol. 0 a ajouté une fonctionnalité qui permet au joueur de « caresser » les personnages du jeu en cliquant dessus. Les personnages réagiront différemment selon l'endroit où le joueur les caresse.

## Intrigue
Kashou Minaduki est un pâtissier en herbe qui est parti du nid familial pour ouvrir sa propre boutique de pâtisserie. En défaisant les cartons dans sa nouvelle boutique, il découvre que deux des Nekos de sa famille, Chocola et Vanilla, sont venues avec lui en se cachant dans des boîtes en carton. Après que ces dernières l'aient convaincu de les laisser rester vivre avec lui, les trois travaillent ensemble pour faire tourner sa boutique, « La Soleil ». Tout au long du jeu, Kashou est fréquemment visité par sa petite sœur Shigure, ainsi que par les autres Nekos que sa famille possède.

## Personnages
Kashou Minaduki (水無月 嘉祥, Minaduki Kashou)
Le protagoniste principal de l'histoire. Kashou est issu d'une longue lignée de chefs, et décide de partir de la maison familiale pour ouvrir sa propre boutique.
Chocola (ショコラ)
Voix japonaise : Himari
Chocola est une Neko aux cheveux bruns et à la personnalité gaie et énergétique. Elle est très attachée à Kashou et l'appelle « Maître ».
Elle ne supporte pas l'idée d'être séparée de son maître, c'est pour cela qu'elle l'a suivi quand il a emménagé dans son nouveau magasin. Elle est la sœur jumelle de Vanilla.
Vanilla (バニラ)
Voix japonaise : Yuka Inokuchi
Vanilla est une Neko silencieuse et calme aux cheveux blancs. Elle exprime rarement ses sentiments, faisant plus ou moins d'elle un personnage kūdere. Elle adore sa sœur Chocola plus que tout, et la suivrait n'importe où. Chocola et Vanilla sont les plus jeunes des Nekos de la famille Minaduki.
Shigure Minaduki (水無月 時雨, Minaduki Shigure)
Voix japonaise : Emi Sakura
Elle est la petite sœur de Kashou et elle semble avoir des sentiments amoureux pour ce dernier. Elle est la propriétaire des Neko de la famille Minaduki.
Azuki (アズキ)
Voix japonaise : Mia Naruse
Azuki est l’aînée des Neko de la famille Minaduki. Malgré son statut d'aînée, elle a une personnalité espiègle. Elle se dispute souvent avec Coconut. Elle est de race Munchkin cat.
Maple (メイプル)
Voix japonaise : Yui Ogura
Maple est la deuxième plus âgée des Neko Minaduki. Elle aime visiter différents cafés pour goûter à différents plats et boissons. Elle est de race American Curl.
Cinnamon (シナモン)
Voix japonaise : Yū Arisaka
Cinnamon est la troisième plus âgée des Nekos de la famille Minaduki. Malgré son apparence douce, elle a un esprit perverti, et il lui arrive fréquemment d'interpréter les choses de manière sexuelle, elle finit donc souvent excitée. Elle est de race Scottish Fold.
Coconut (ココナツ)
Voix japonaise : Ryōko Tezuka
Coconut est la quatrième plus âgée des Nekos Minaduki. Les autres admirent sa personnalité « Cool », mais elle souhaiterait être plutôt mignonne que cool. Les disputes entre elle et Azuki ne sont pas rares.
Elle est de race Maine Coon.

## Historique des sorties
Nekopara vol. 1 est sorti en deux versions : une non censurée pour adultes qui inclut des scènes de sexe explicite et des scènes de nudité, ainsi qu'une version censurée pour tout public où le contenu explicite a été retiré. La version tout public est sortie le 29 décembre 2014, et la version non-censurée un jour plus tard, soit le 30 décembre 2014. En août 2015, Nekopara vol. 1 s'est vendu à 110 000 exemplaires. Un fan disc tout public intitulé Nekopara vol. 0 est sorti le 16 août 2015,. Nekopara vol. 2 est sorti le 20 février 2016. La sortie du troisième volume était à l'origine annoncée pour le 28 avril 2017 mais le 10 avril 2017 un tweet nous informe d'un problème de santé de l'artiste et le jeu est repoussé au 26 mai 2017. Nekopara Extra, qui retrace l'enfance de Chocolat et Vanilla, est commercialisé le 26 juillet 2018. Le 26 novembre 2020 sort le quatrième volume de la série Nekopara vol. 4.
| Vol. | Date de sortie   |
| ---- | ---------------- |
| 1    | 29 décembre 2014 |
| 0    | 16 août 2015     |
| 2    | 20 février 2016  |
| 3    | 26 mai 2017      |
| 4    | 26 novembre 2020 |

## Animé
Une campagne de financement participatif a lieu en 2017 pour permettre la création d'un Original video animation basé sur ce jeu. Elle a levé 1 047 741 dollars américains.

## Accueil
Hardcore Gamer a donné à Nekopara vol. 1 une critique positive, indiquant que « Nekopara est un visual novel léger et doux que les fans de catgirls apprécieront » mais a aussi noté que « certains joueurs pourraient être mis de côté à cause du côté sexuel de la trame narrative ».